# Фреди Хајмор
| веб-сајт       = 
| потпис         = 
| IMDb           = 0383603
}}
Алфред Томас „Фреди“ Хајмор (енгл. Alfred Thomas „Freddie” Highmore, Лондон, Уједињено Краљевство, 14. фебруар 1992) енглески је глумац. Дебитовао је у филму Women Talking Dirty. Као дечак прославио се у филму У потрази за Недођијом из 2004, у којем је глумио са Џонијем Депом и Кејт Винслет. Након тога је играо главну улогу у неколико високобуџетних и успешних дечјих филмова, као што су Чарли и фабрика чоколаде (2005), трилогија Артур и Минимоји (2006—2010) и Спајдервик записи (2008). Тренутно глуми у серији Мотел Бејтс, заснованој на чувеном Хичкоковом Психу.

## Филмографија

### Филмови
| Година | Српски назив               | Изворни назив                       |
| ------ | -------------------------- | ----------------------------------- |
| 1999   | Женски разговори           | Women Talking Dirty                 |
| 2004   |                            | Two Brothers                        |
| 2004   | У потрази за Недођијом     | Finding Neverland                   |
| 2004   |                            | Five Children and It                |
| 2005   | Чарли и фабрика чоколаде   | Charlie and the Chocolate Factory   |
| 2006   | Добра година               | A Good Year                         |
| 2006   | Артур и Минимоји           | Arthur and the Invisibles           |
| 2007   |                            | August Rush                         |
| 2007   | Златни компас              | The Golden Compass                  |
| 2008   |                            | The Spiderwick Chronicles           |
| 2008   |                            | A Fox's Tale                        |
| 2009   | Астро бој                  | Astro Boy                           |
| 2009   | Артур и Малтазарова освета | Arthur and the Revenge of Maltazard |
| 2010   | Артур 3: Рат два света     | Arthur 3: The War of the Two Worlds |
| 2010   |                            | Master Harold...and the Boys        |
| 2010   | Тост                       | Toast                               |
| 2011   | Уметност препуштања        | The Art of Getting By               |
| 2013   |                            | Justin and the Knights of Valour    |
| 2016   |                            | The Journey                         |
| 2016   |                            | Almost Friends                      |
| 2019   |                            | Way Down                            |
| 2020   |                            | Dragon Rider                        |
| TBA    |                            | The Canterville Ghost               |

### Телевизија
| Година    | Српски назив  | Изворни назив                          |
| --------- | ------------- | -------------------------------------- |
| 2000      |               | Happy Birthday Shakespeare             |
| 2001      | Магле Авалона | The Mists of Avalon                    |
| 2001      |               | Jack and the Beanstalk: The Real Story |
| 2002      |               | I Saw You                              |
| 2010      | Тост          | Toast                                  |
| 2013–2017 | Мотел Бејтс   | Bates Motel                            |
| 2016      |               | Close to the Enemy                     |
| 2017      |               | Tour de Pharmacy                       |
| 2017–2024 | Добри доктор  | The Good Doctor                        |